# Aneurus arizonensis
Aneurus arizonensis är en insektsart som beskrevs av Picchi 1977. Aneurus arizonensis ingår i släktet Aneurus och familjen barkskinnbaggar. Inga underarter finns listade i Catalogue of Life.